# Arcoida
Az Arcoida a kagylók osztályába tartozó egyik rend.

## Rendszerezés
A rendbe az alábbi öregcsaládok és családok tartoznak:
- Arcoidea
  - Bárkakagylók (Arcidae)
  - Cucullaeidae
  - Noetiidae
  - Parallelodontidae
- Limopsoidea
  - Glycymerididae
  - Limopsidae
  - Philobryidae

## Fordítás
- Ez a szócikk részben vagy egészben  az   Arcoida című angol Wikipédia-szócikk fordításán alapul.  Az eredeti cikk szerkesztőit annak laptörténete sorolja fel. Ez a jelzés csupán a megfogalmazás eredetét és a szerzői jogokat jelzi, nem szolgál a cikkben szereplő információk forrásmegjelöléseként.